# Народный комиссариат по иностранным делам РСФСР
Наро́дный комиссариа́т по иностра́нным дела́м РСФСР (Народный комиссариат иностранных дел РСФСР, НКИД или Наркоминдел) — центральный исполнительный государственный орган РСФСР, ответственный за проведение внешней политики Советского государства в 1917—1923 гг. и в 1944—1946 гг.

## История
Первоначально «Народный комиссариат по делам иностранным» образован Декретом об учреждении Совета Народных Комиссаров, утверждённым 2-м Всероссийским съездом Советов 27 октября (9 ноября) 1917 года; входил в число первых народных комиссариатов, образованных советской властью России.
Первым его руководителем стал Лев Троцкий; в мае 1918 года его сменил Г. В. Чичерин. После переезда правительства в Москву наркомат размещался в бывшем доходном доме Первого Российского страхового общества (Улица Кузнецкий Мост, 21/5 — Большая Лубянка, 5/21).
В соответствии с первой Конституцией РСФСР, принятой 10 июля 1918 года, наркомат стал называться Народным комиссариатом по иностранным делам. Численность аппарата Народного комиссариата, сформированная Г. В. Чичериным к февралю 1918 года составила 125 человек.
СНК РСФСР принял декреты «Об упразднении рангов дипломатических представителей…» и «Об организации консульств». Дипломатическая изоляция Советского государства в первые годы Советской власти, во время Гражданской войны и Военной интервенции привела к тому, что официальные и неофициальные представительства НКИД РСФСР за рубежом были ликвидированы, а первые советские дипломаты А. А. Иоффе, М. М. Литвинов, В. В. Воровский, Я. А. Берзин и другие высланы из соответствующих стран и возвратились в Москву.
В декабре 1919 года VII Всероссийский съезд Советов предложил державам Антанты немедленно начать мирные переговоры и поручил ВЦИК и НКИД «систематически продолжать политику мира».
В 1920—1921 годах Советскому государству удалось установить дипломатические отношения с рядом государств Запада и Востока, в том числе с республиками Прибалтики, Финляндией, Польшей, Афганистаном, Монголией, Персией, Турцией, а также с рядом республик Закавказья и Средней Азии, вошедших несколько позже в состав СССР.
В апреле 1922 года Советская Россия была впервые приглашена на международную конференцию в Генуе, в ходе которой 16 апреля был подписан Рапалльский договор (1922) с Германией, устанавливавший дипломатические отношения между двумя странами. С другими западными странами — Австрией, Великобританией, Норвегией — были установлены договорные отношения де-факто. В ноябре 1922 года открылось генеральное консульство РСФСР в Стамбуле (Турция).
30 декабря 1922 года Первый съезд Советов СССР утвердил Договор об образовании СССР.
Вторая сессия ЦИК СССР одобрила 6 июля 1923 года Конституцию СССР и ввела её в действие; согласно её статьям 49 и 51 был образован общесоюзный Народный комиссариат иностранных дел СССР. Республиканские наркоматы были ликвидированы.
1 февраля 1944 года НКИД СССР был преобразован из союзного в союзно-республиканский, и через месяц наркомат был воссоздан под названием Народный комиссариат иностранных дел РСФСР. В 1944—1946 годах наркомом являлся А. И. Лаврентьев.
15 марта 1946 года НКИД РСФСР был преобразован в Министерство иностранных дел РСФСР (МИД РСФСР).

## Руководство наркомата
| Народный комиссар              | Время работы                            |
| ------------------------------ | --------------------------------------- |
| Троцкий, Лев Давидович         | 26 окт. (8) ноября 1917 — 13 марта 1918 |
| Чичерин, Георгий Васильевич    | 30 мая 1918 — 6 июля 1923               |
| Лаврентьев, Анатолий Иосифович | 8 марта 1944 — 13 марта 1946            |

### Заместители
- Залкинд, Иван Абрамович — с ноября 1917
- Чичерин, Георгий Васильевич (29 января — 30 мая 1918)
- Смирнов, Андрей Андреевич (4 — 15 марта 1946)